# Nationalmuseum von Bangladesch

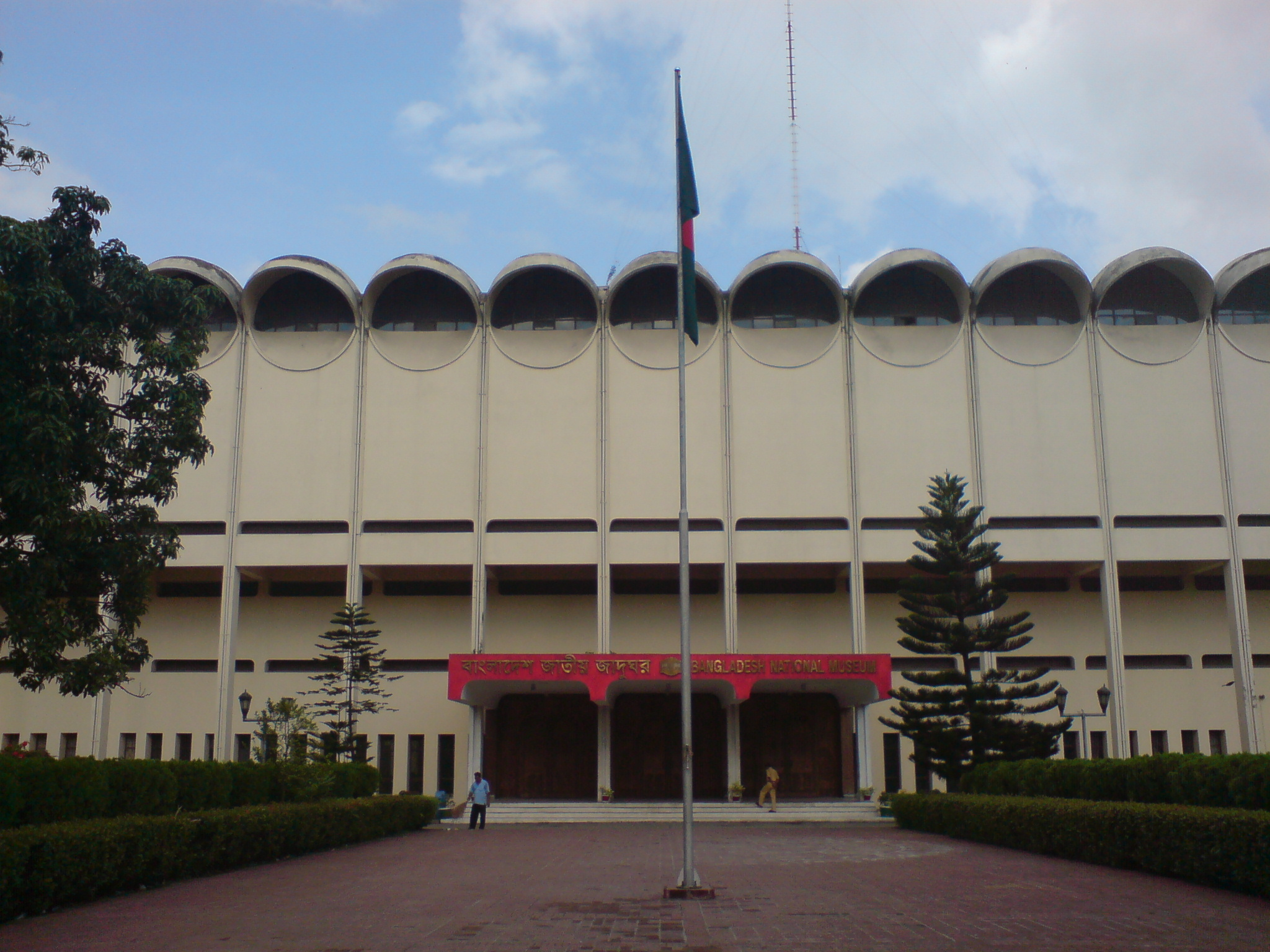
Der Eingang des Nationalmuseums

Das Bangladesh National Museum ist ein Museum unter staatlicher Leitung in Dhaka, im Stadtteil Shahbag. Es enthält Sammlungen in den Bereichen Archäologie, Kunst, Geschichte, Naturgeschichte und Ethnologie. Weiter hat es eine Abteilung für öffentliche Bildung, ein Konservierungslabor und eine Verwaltungsabteilung. Es verfügt über 4 Zweigstellen in Chittagong, Sylhet und Maimansingh, sowie in Dhaka selbst im Mogulspalast Ahsan Manzil.

## Geschichte
Das Vorläufermuseum wurde am 7. August 1913 unter dem Namen Dhaka Museum eingeweiht. Seine Gründung erfolgte auf dem Hintergrund der von Lord Curzon durchgeführten Teilung Bengalens 1905 und des daraus resultierenden Wachstums Dhakas. Die Sammlung dieses Museums wuchs schnell, eine erste Erweiterung von einem auf drei Räume erfolgte bereits im Juni 1914. Für die Öffentlichkeit wurde diese Sammlung, die damals 379 Objekte umfasste, am 25. August 1914 zugänglich. Der erste Kurator des Museums hieß Nalini Kanta Bhattasali. 
Das Museum entwickelte eine enge Zusammenarbeit mit der University of Dhaka, die über keine eigene historische Sammlung verfügte. 1936 erfolgte dementsprechend eine Umorganisation der Museumsleitung, die dieser Kooperation Rechnung trug und in der der Vizekanzler der Universität als Präsident dem Dhaka Museum Committee vorstand. 1947 übernahm die Universität die Leitung des Museums ganz von der Provinzregierung. Nach mehreren internen Verwaltungsumstellungen wurde das Museum 1970 direkt der Regierung von Ostpakistan unterstellt.
Nach der Staatsgründung Bangladeschs 1971 zeigte der erste Premierminister des Landes, Shaikh Mujibur Rahman Interesse an einem Nationalmuseum, das die Geschichte des Freiheitskampfes des Landes dokumentieren sollte. Er war es auch, der als erster das Dhaka Museum als Bangladesh National Museum bezeichnete. Er spendete mehrere Ausstellungsstücke, darunter eine Flagge. Offiziell wurde das Museum als Nationalmuseum allerdings erst 1983 eingeweiht.

## Sammlungen
In 44 Räumen werden Gegenstände aus den Bereichen Archäologie, Kunst, Geschichte, Naturgeschichte und Ethnologie gezeigt. Die archäologische Sammlung ist vor allem aufgrund der hinduistischen und buddhistischen Skulpturen erwähnenswert. Im Bereich der Naturgeschichte liegt ein Schwerpunkt auf der Darstellung des Naturerbes von Bangladesch. Zehn Räume sind den Pflanzen und Tieren sowie den Steinen und Mineralien Bangladeschs gewidmet. Im Bereich Geschichte gibt es vor allem zwei Räume, der Geschichte der Landesgründung unter Berücksichtigung der bengalischen Sprachbewegung und des Bangladesch-Krieges gewidmet. Weiterhin sind in der Kunstsammlung die Werke Zainul Abedins erwähnenswert, die das Elend der Hungerperiode in Bangladesch abbilden.

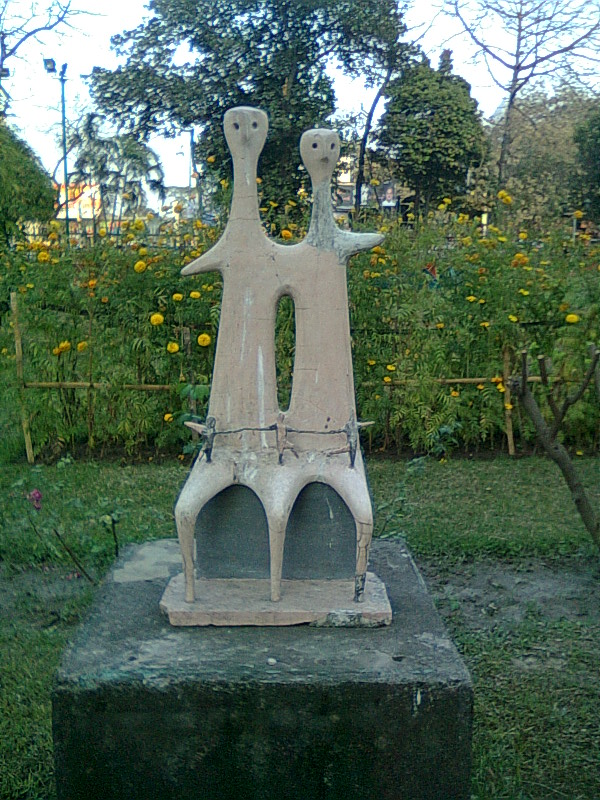
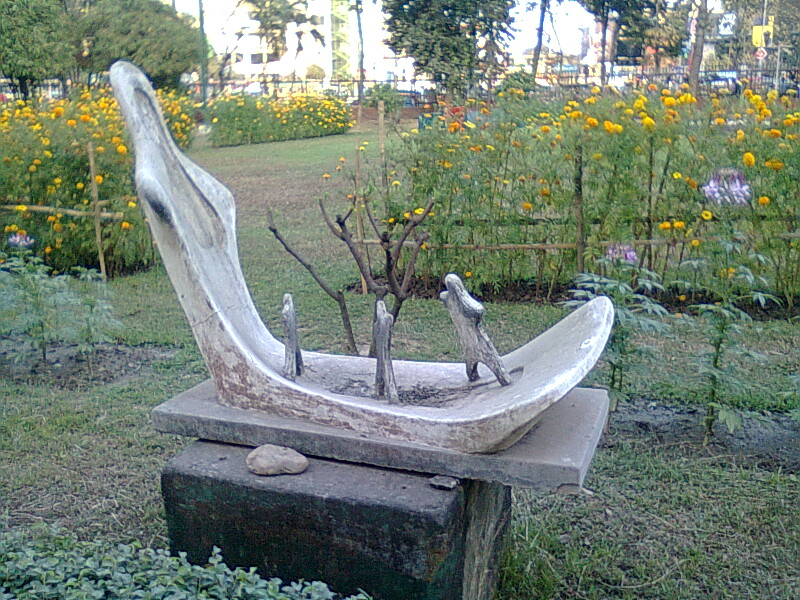
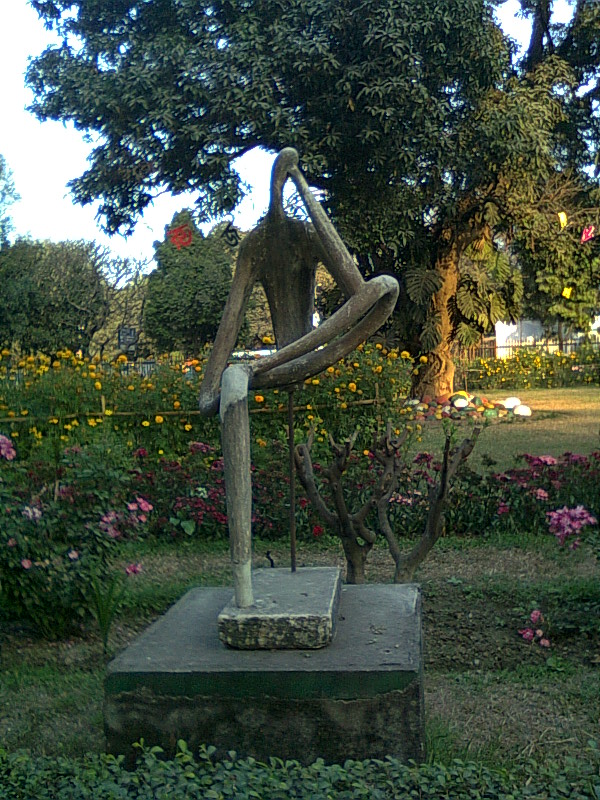
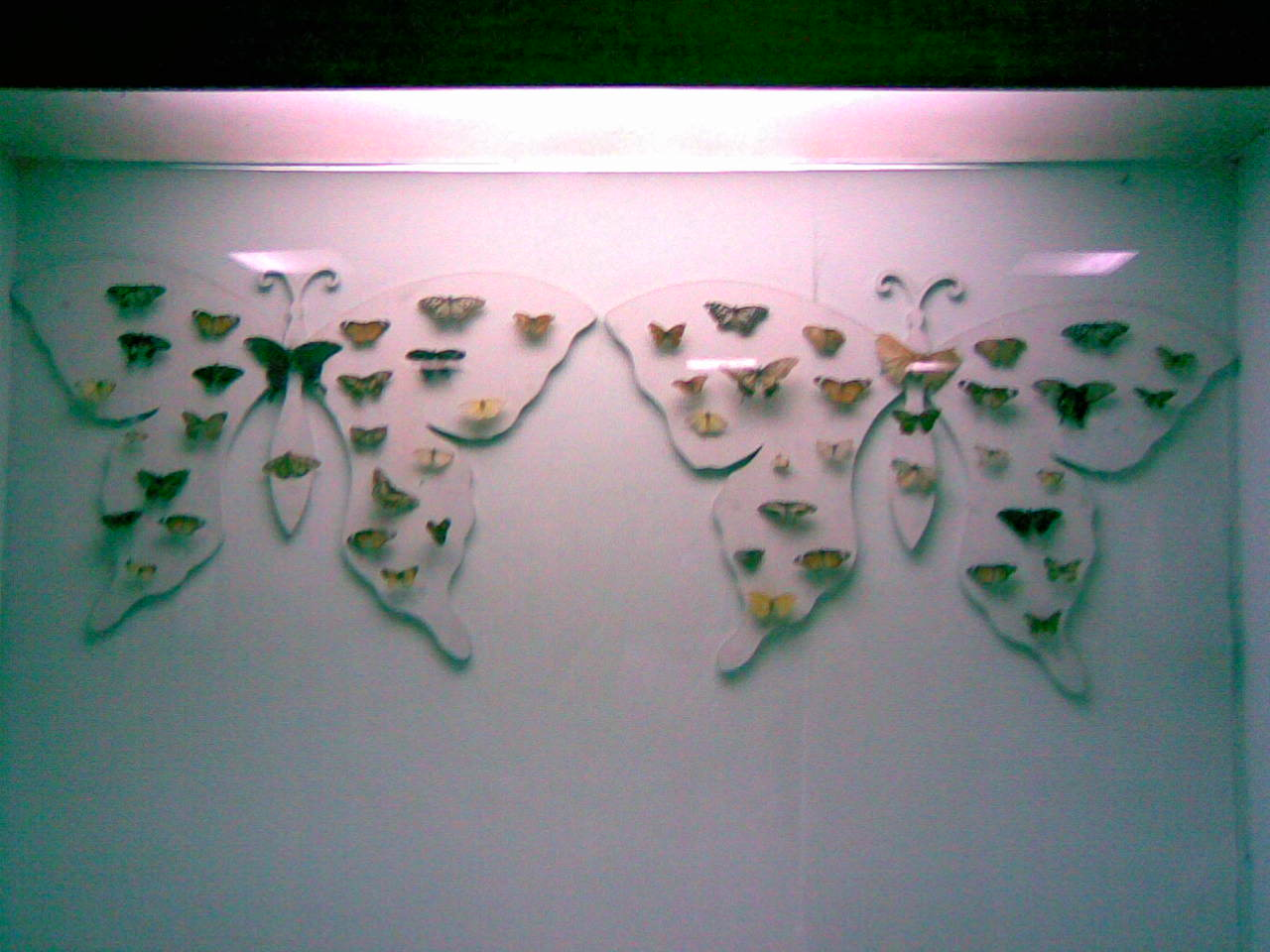
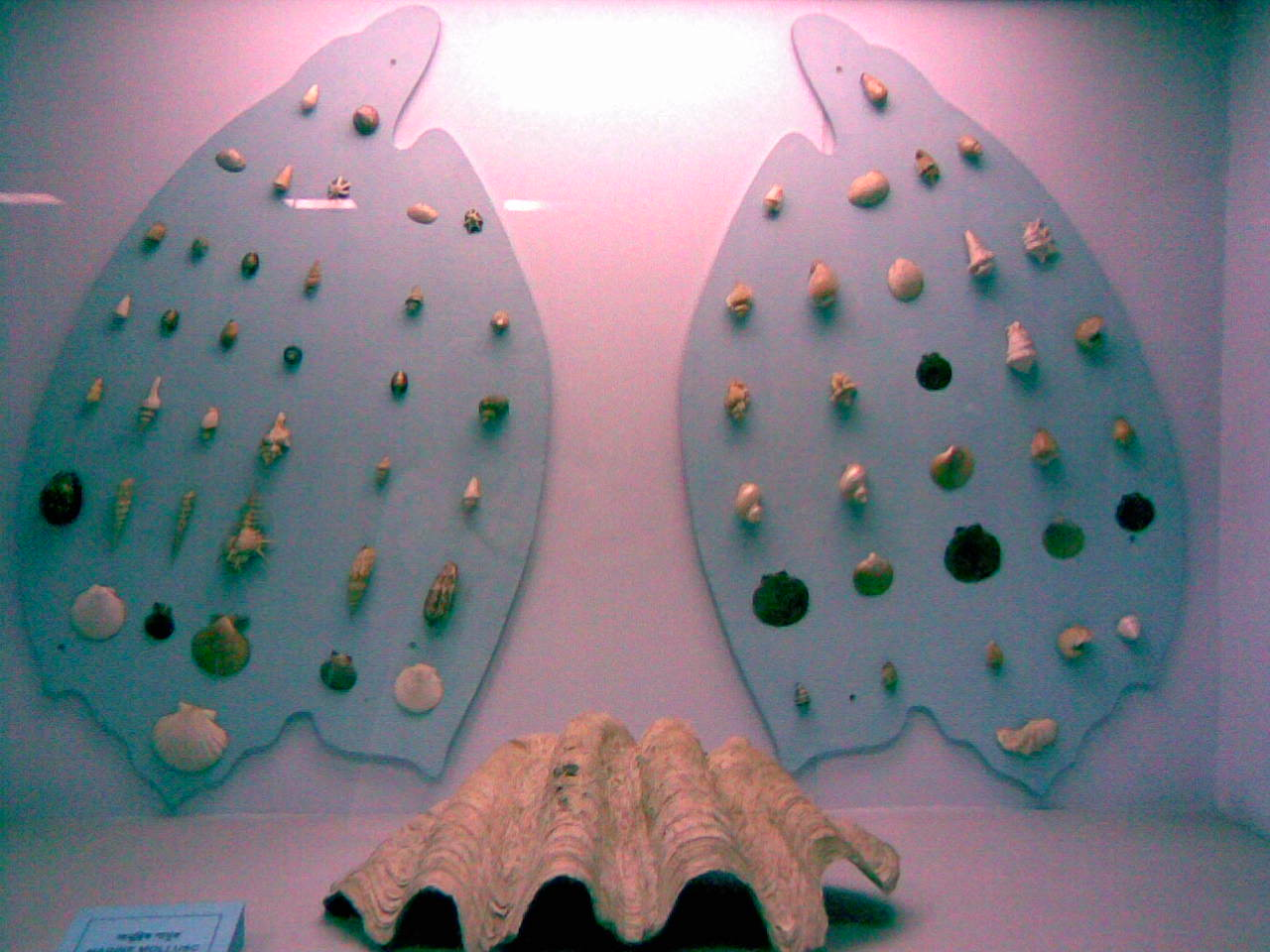
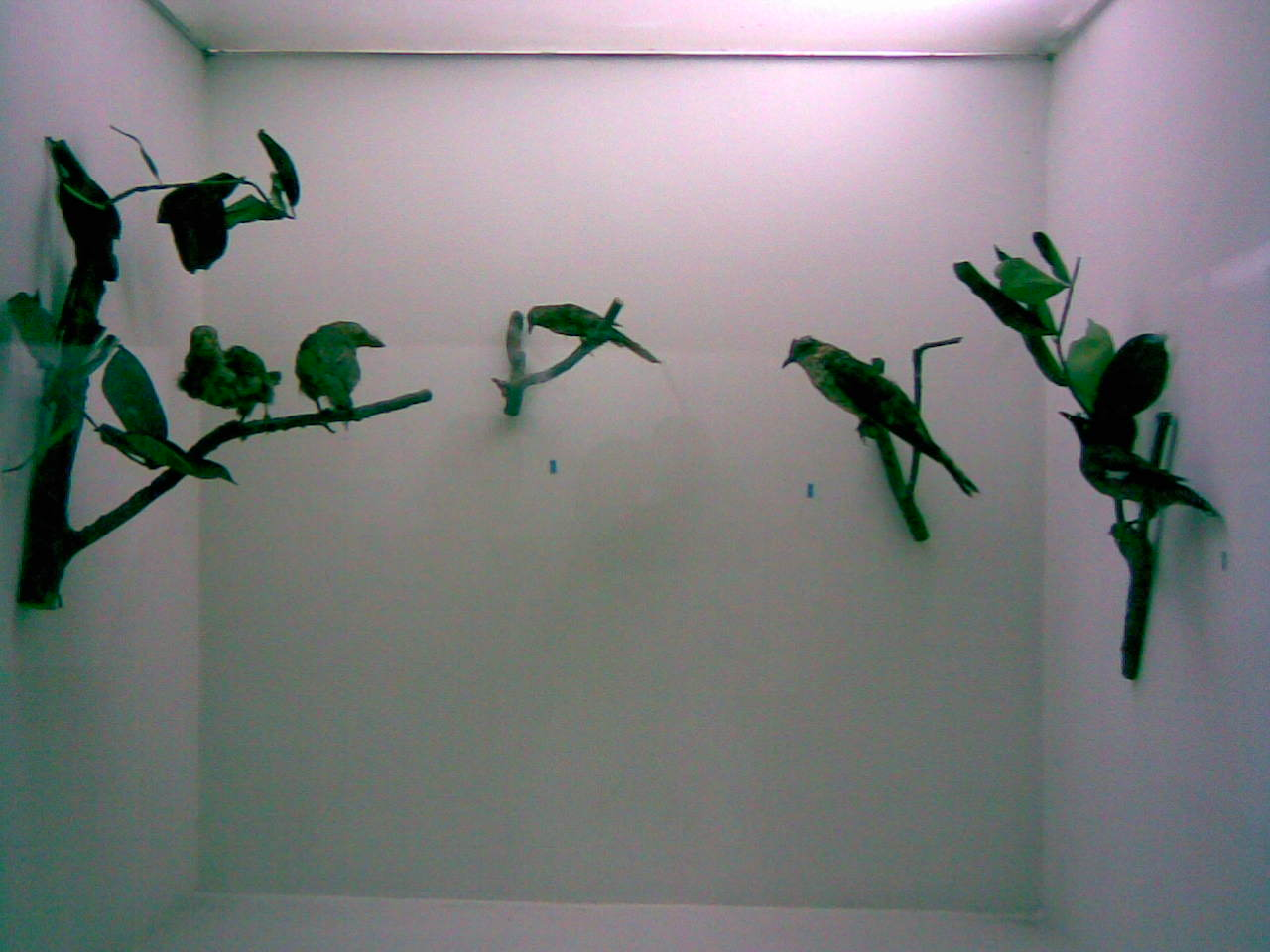
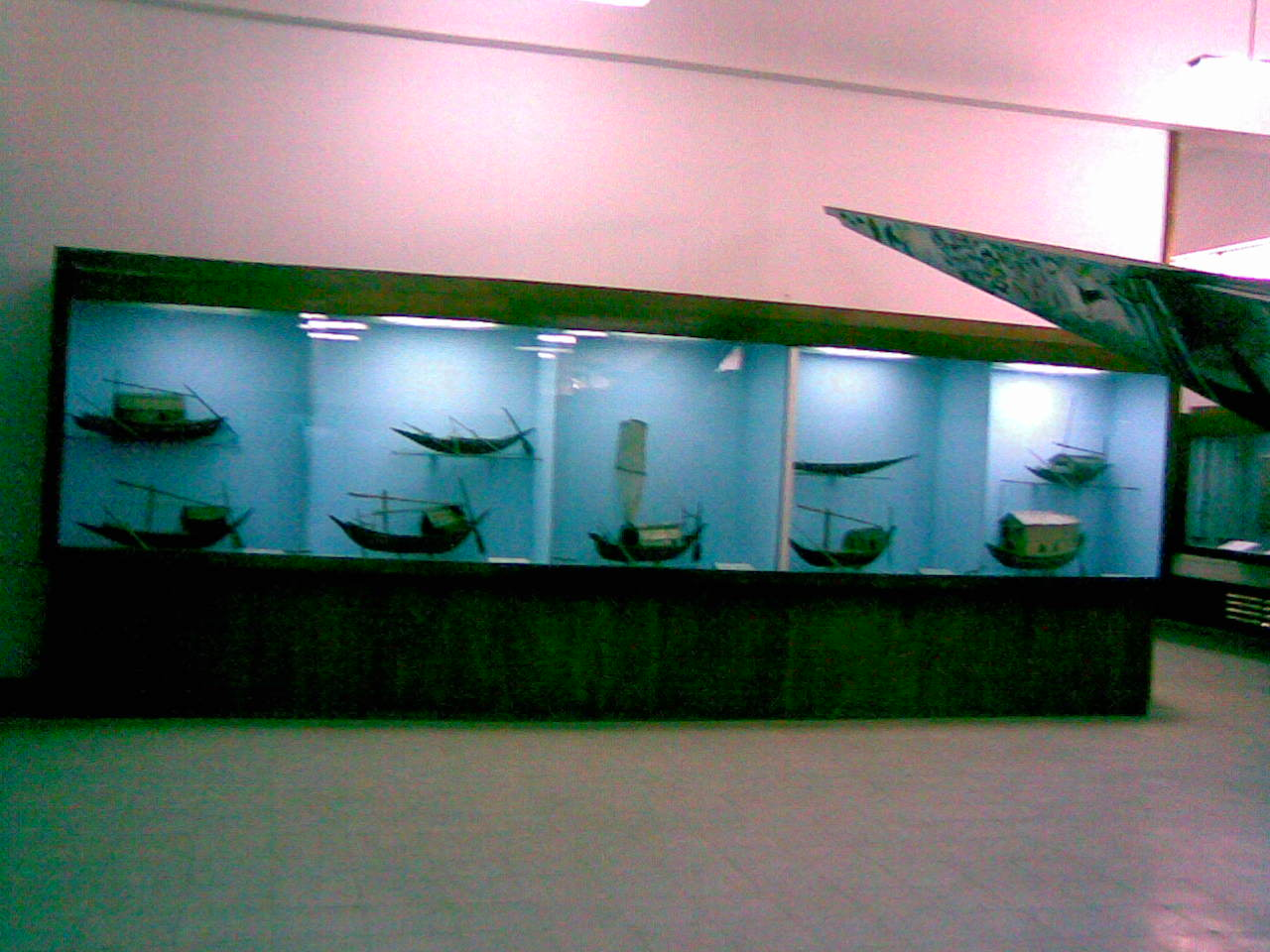
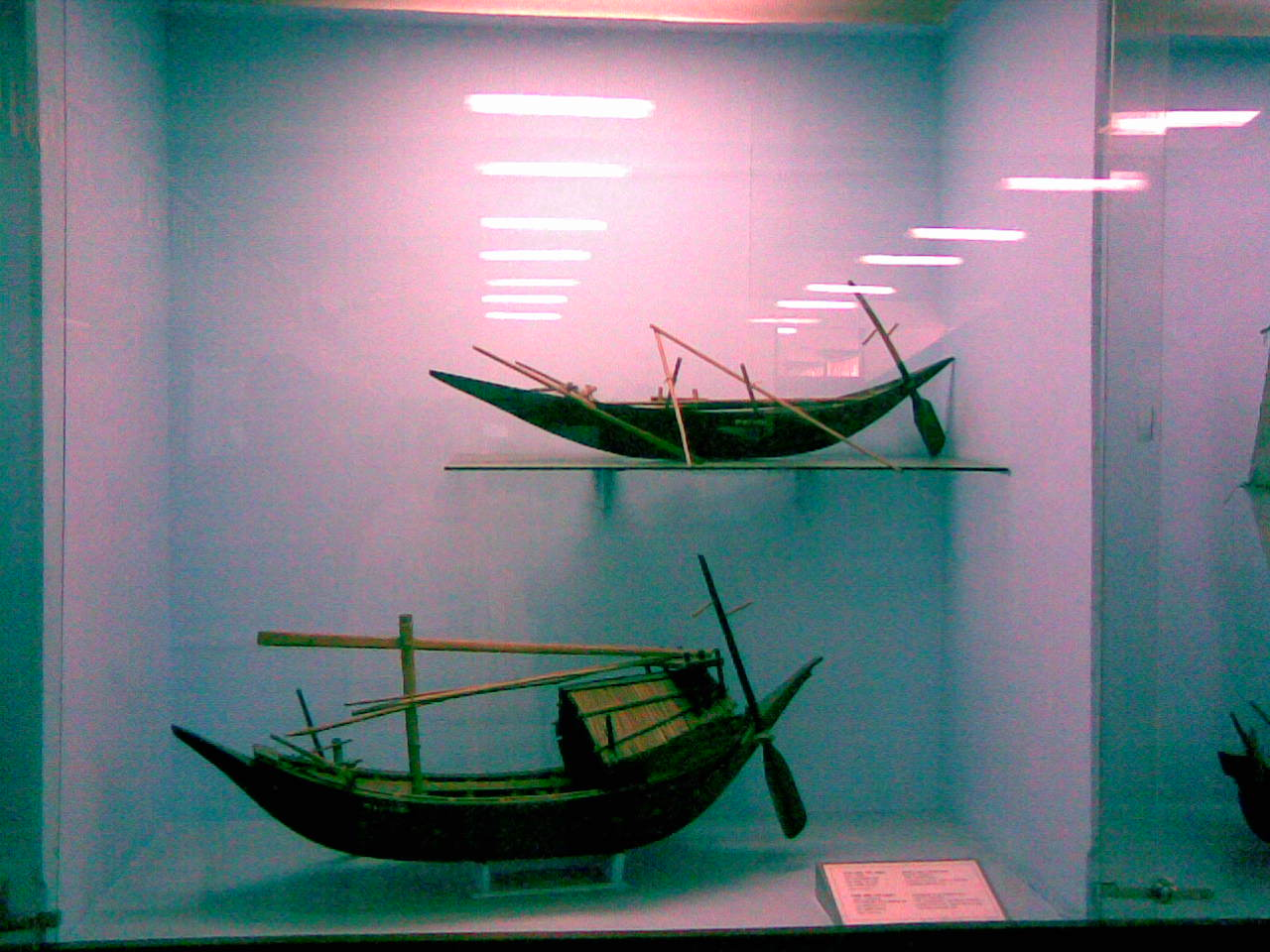
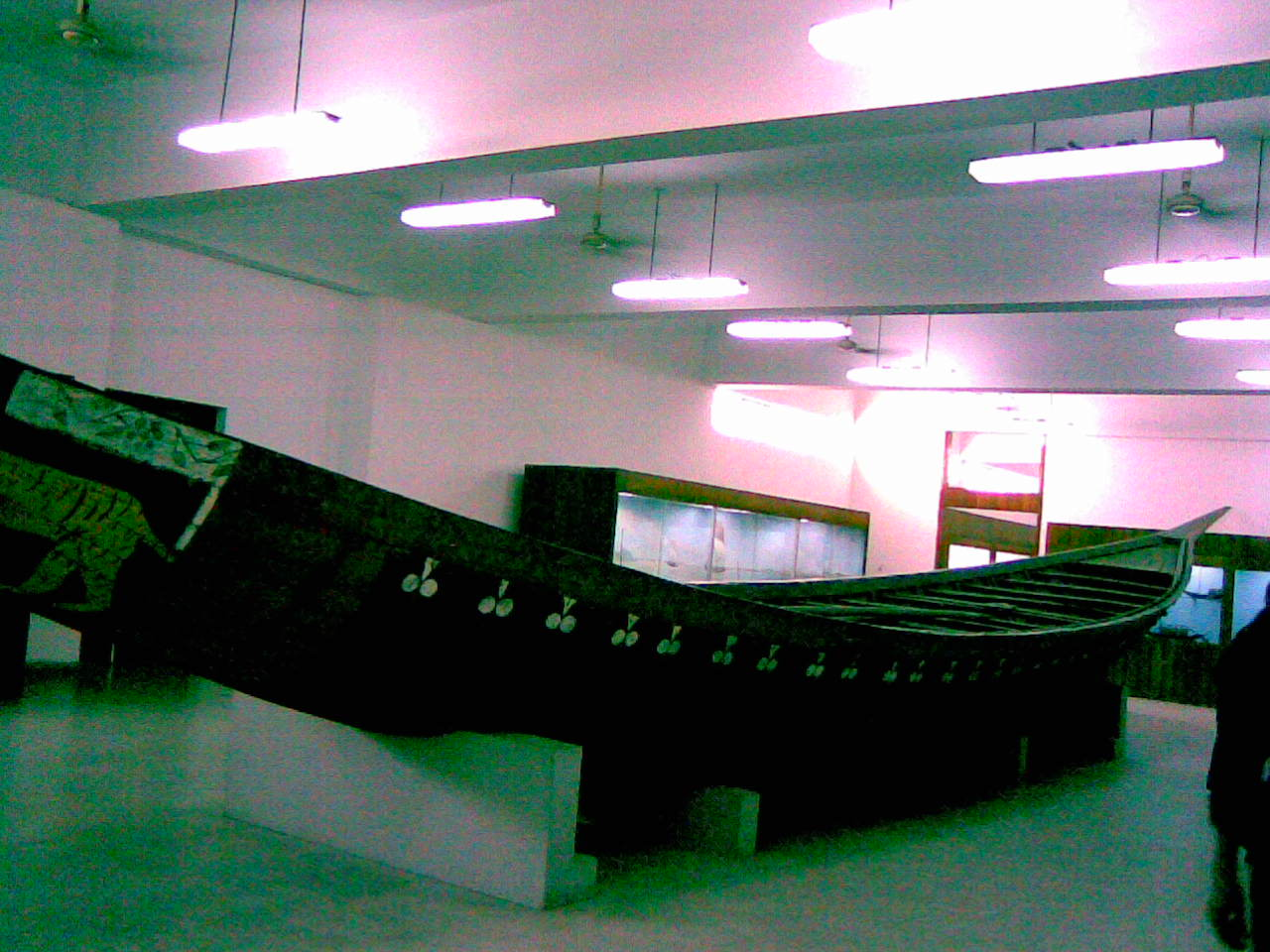
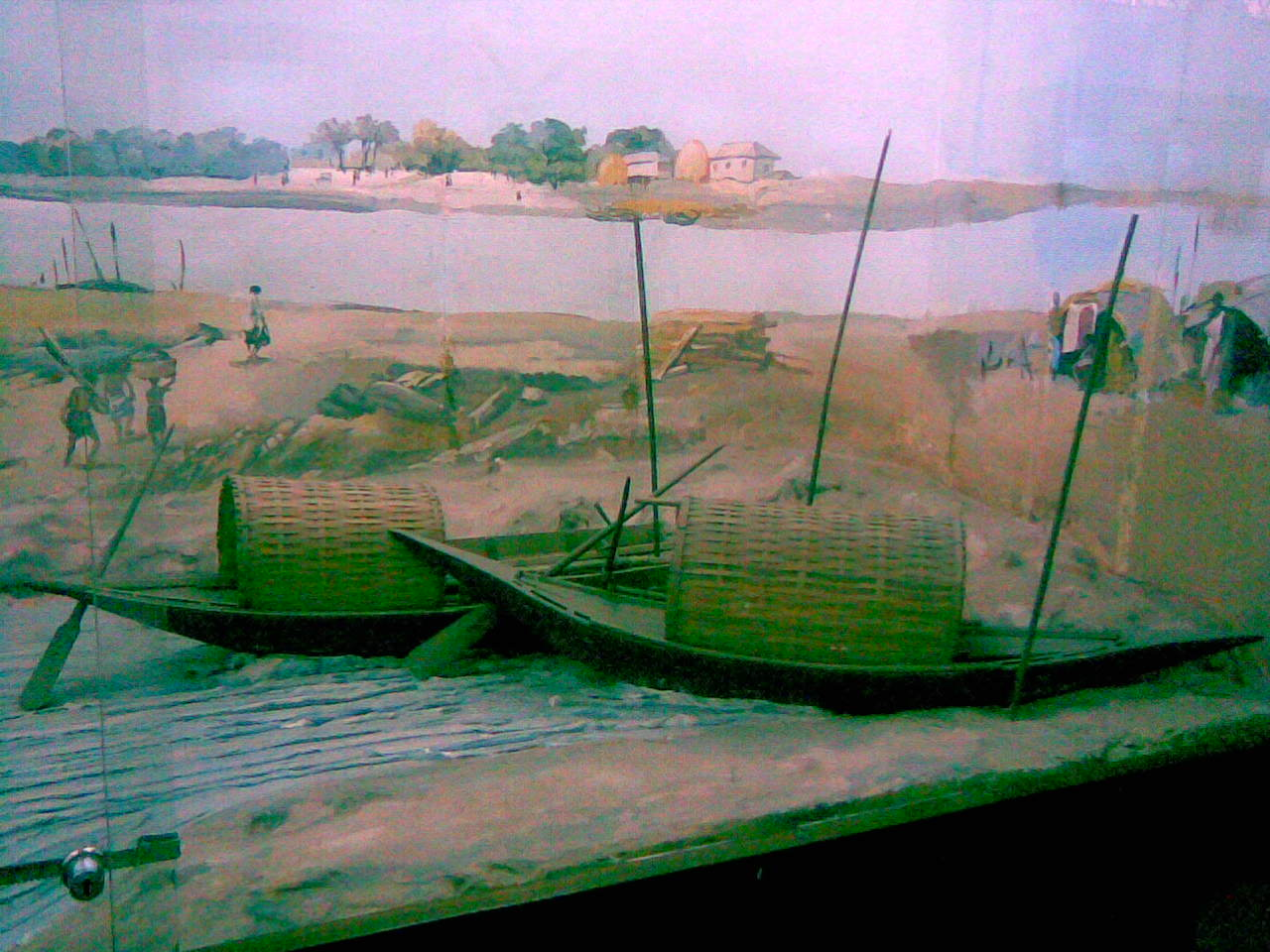
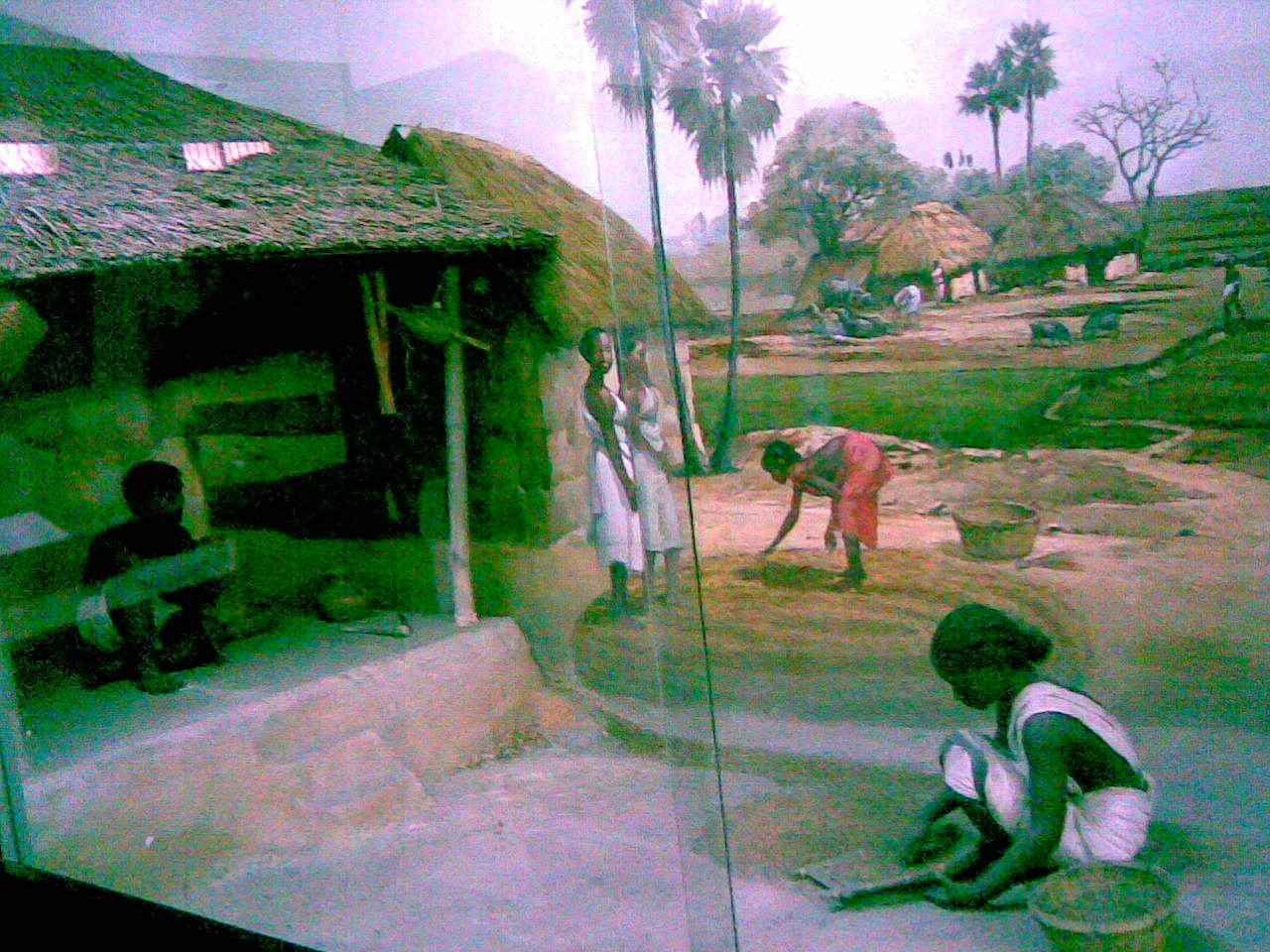
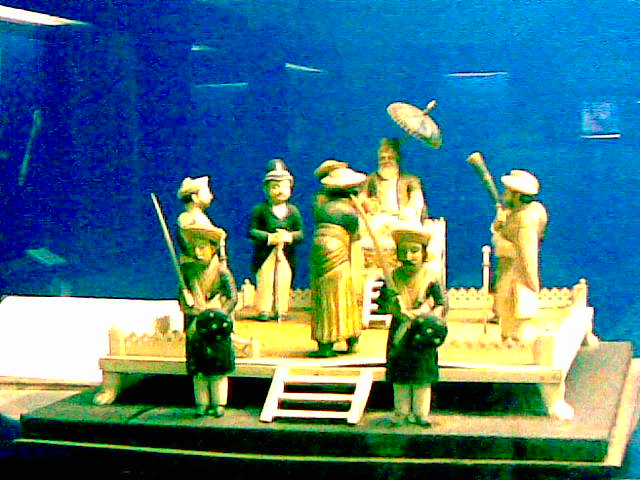